# (11072) Hiraoka
(11072) Hiraoka est un astéroïde de la ceinture principale.

## Description
(11072) Hiraoka est un astéroïde de la ceinture principale. Il fut découvert le 3 avril 1992 à Kitami par Kin Endate et Kazuro Watanabe. Il présente une orbite caractérisée par un demi-grand axe de 2,39 UA, une excentricité de 0,11 et une inclinaison de 12,1° par rapport à l'écliptique.

## Compléments